# Juni Arnekleiv
Juni Arnekleiv (* 17. Februar 1999 in Lillehammer, Oppland) ist eine norwegische Biathletin. Sie ist zweifache Siegerin im IBU-Cup, wurde 2023 mit der Single-Mixed-Staffel Europameisterin und startet seit demselben Jahr regelmäßig im Weltcup. Dort konnte sie bereits vier Staffelsiege feiern.

## Sportlicher Werdegang
Juni Arnekleiv bestritt ihre ersten internationalen Rennen bei den Jugendweltmeisterschaften 2018 im estnischen Otepää, wo sie im Staffelrennen mit Marthe Kråkstad Johansen und Sigrid Bredde Vig die Bronzemedaille gewann. Im folgenden Winter bestritt sie ihre ersten Rennen im zweitklassigen IBU-Cup und erreichte in Duszniki-Zdrój zweimal die Punkteränge. Im März 2019 gewann die Norwegerin im Einzelrennen bei den nationalen Meisterschaften in Ål die Bronzemedaille hinter der Überraschungssiegerin Hilde Fenne. Es folgten zwei weitere Bronzemedaillen bei den Juniorenweltmeisterschaften 2020 und 2021, beide Male wieder mit der Staffel. In der Saison 2020/21 startete Arnekleiv erstmals regelmäßig im IBU-Cup und erzielte erste Top-10-Platzierungen im IBU-Cup, darunter einen vierten Rang beim Sprint von Obertilliach am Saisonende. Am selben Ort sicherte sie sich bei der Junioren-WM ihre einzige Individualmedaille, als sie im Sprint hinter Amy Baserga und Rebecca Passler Bronze gewann. Auch 2021/22 startete sie auf der zweithöchsten Rennebene und erzielte, nach verhaltenem Saisonstart, im Sprint von Osrblie ihren ersten Podestplatz. Da die norwegische A-Nationalmannschaft als Vorbereitung auf die Olympischen Spiele ein Höhentrainingslager absolvierte, kam Arnekleiv im Januar 2022 beim Sprintrennen von Ruhpolding zu ihrem Weltcupdebüt, schloss den Wettkampf trotz nur eines Schießfehlers aber nur als 99. der 111 Starter ab. Bei den Europameisterschaften am Arber hingegen verbesserte sie sich bei schweren Bedingungen im Verfolger von Rang 34 auf sechs.
In der Saison 2022/23 lief Arnekleiv konstant unter die besten 20 Athletinnen und errang sowohl mit der Mixedstaffel als auch im Sprint ihre ersten IBU-Cup-Siege. Zudem krönte sie sich bei den Europameisterschaften gemeinsam mit Endre Strømsheim zur Europameisterin in der Single-Mixed-Staffel. Da eine kurzfristige Regeländerung von Seiten der IBU es dem norwegischen Verband erlaubte, eine zusätzliche Athletin starten zu lassen, wurde Arnekleiv im Februar überraschend zu den Weltmeisterschaften nach Oberhof beordert. Dabei klassierte sie sich in Sprint und Verfolgung auf Anhieb auf den Rängen 12 und 13 und erreichte so den Massenstart, den sie als 28. abschloss. Bei den verbleibenden Weltcups gehörte sie ebenfalls zum norwegischen Aufgebot und sicherte sich in Östersund mit Ida Lien, Ingrid Landmark Tandrevold und Marte Olsbu Røiseland ihren ersten Weltcupsieg. Für den Winter 2023/24 wurde die Norwegerin in die Nationalmannschaft aufgenommen und überzeugte von Beginn an mit dem Massenstartsieg beim Season opening in Sjusjøen. Beim Weltcupauftakt in Östersund erzielte sie mit Sturla Holm Lægreid Rang 2 im Single-Mixed-Bewerb, kurz darauf sicherte sie sich mit der Damenstaffel bereits ihren zweiten Weltcupsieg und überzeugte dabei mit der mit Abstand schnellsten Kurszeit.

## Persönliches

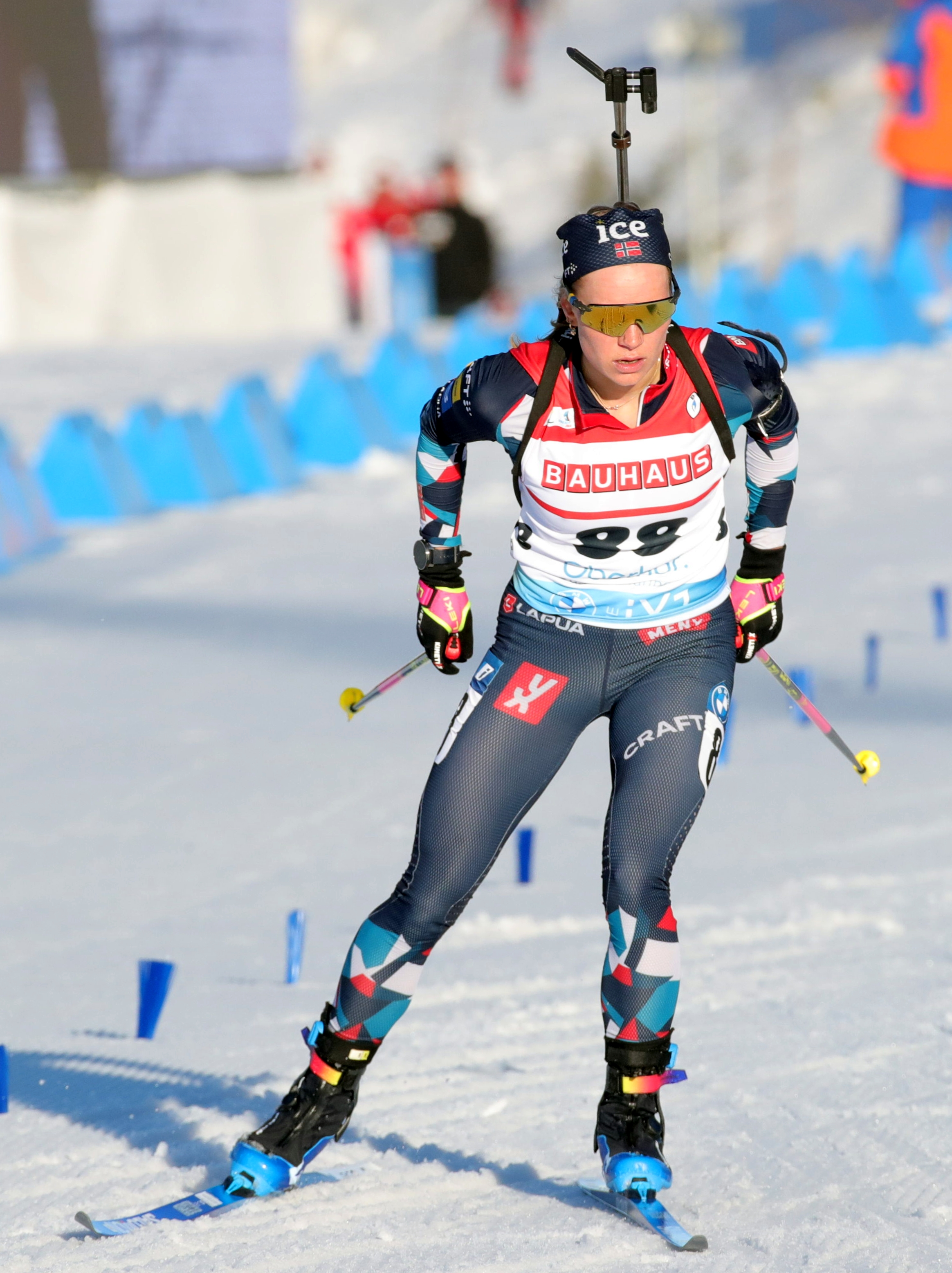
Arnekleiv bei der WM 2023

Juni Arnekleiv wuchs auf einem Hof in Dovre auf und wohnt in Lillehammer, wo sie das Sportgymnasium Norges Toppidrettsgymnas besuchte. Sie ist in einer Beziehung mit ihrem Teamkollegen Sivert Guttorm Bakken.

## Statistiken

### Weltcupsiege
| Nr. | Datum         | Ort            | Disziplin              |
| --- | ------------- | -------------- | ---------------------- |
| 1.  | 11. März 2023 | Östersund      | Staffel 1              |
| 2.  | 29. Nov. 2023 | Östersund      | Staffel 2              |
| 3.  | 10. Dez. 2023 | Hochfilzen     | Staffel 3              |
| 4.  | 20. Jan. 2024 | Antholz        | Mixed-Staffel 4        |
| 5.  | 3. März 2024  | Oslo           | Single-Mixed-Staffel 5 |
| 6.  | 9. März 2024  | Soldier Hollow | Staffel 6              |

### Weltcupplatzierungen
Die Tabelle zeigt alle Platzierungen (je nach Austragungsjahr einschließlich Olympische Spiele und Weltmeisterschaften).
- 1.–3. Platz: Anzahl der Podiumsplatzierungen
- Top 10: Anzahl der Platzierungen unter den ersten zehn (einschließlich Podium)
- Punkteränge: Anzahl der Platzierungen innerhalb der Punkteränge (einschließlich Podium und Top 10)
- Starts: Anzahl gelaufener Rennen in der jeweiligen Disziplin
- Staffel: inklusive Mixed- und Single-Mixed-Staffeln

| Platzierung              | Einzel | Sprint | Verfolgung | Massenstart | Staffel | Gesamt |
| ------------------------ | ------ | ------ | ---------- | ----------- | ------- | ------ |
| 1. Platz                 |        |        |            |             | 3       | 3      |
| 2. Platz                 |        |        |            |             | 1       | 1      |
| 3. Platz                 |        | 1      |            |             |         | 1      |
| Top 10                   |        | 2      | 1          | 1           | 4       | 8      |
| Punkteränge              | 2      | 3      | 3          | 2           | 4       | 14     |
| Starts                   | 2      | 5      | 3          | 2           | 4       | 16     |
| Stand: 31. Dezember 2023 |        |        |            |             |         |        |

### Biathlon-Weltmeisterschaften
Ergebnisse bei den Weltmeisterschaften:
| Weltmeisterschaften | Weltmeisterschaften | Einzelwettbewerbe | Einzelwettbewerbe | Einzelwettbewerbe | Einzelwettbewerbe | Staffelwettbewerbe | Staffelwettbewerbe | Staffelwettbewerbe |
| Jahr                | Ort                 | Einzel            | Sprint            | Verfolgung        | Massenstart       | Damenstaffel       | Mixedstaffel       | S.-M.-Staffel      |
| ------------------- | ------------------- | ----------------- | ----------------- | ----------------- | ----------------- | ------------------ | ------------------ | ------------------ |
| 2023                | Oberhof             | 79.               | 12.               | 13.               | 28.               | –                  | –                  | –                  |

### Juniorenweltmeisterschaften
| Weltmeisterschaften | Weltmeisterschaften | Einzel | Sprint | Verfolgung | Staffel |
| Jahr                | Ort                 | Einzel | Sprint | Verfolgung | Staffel |
| ------------------- | ------------------- | ------ | ------ | ---------- | ------- |
| 2018                | Otepää              | 10.    | 18.    | 19.        | 3.      |
| 2019                | Osrblie             | 45.    | 31.    | 34.        | 5.      |
| 2020                | Lenzerheide         | 34.    | 30.    | 27.        | 3.      |
| 2021                | Obertilliach        | 37.    | 3.     | 9.         | 5.      |

### IBU-Cup-Siege
| Nr. | Datum         | Ort              | Disziplin              |
| --- | ------------- | ---------------- | ---------------------- |
| 1.  | 8. Jan. 2023  | Osrblie          | Mixedstaffel 1         |
| 2.  | 29. Jan. 2023 | Lenzerheide (EM) | Single-Mixed-Staffel 2 |
| 3.  | 4. Feb. 2023  | Obertilliach     | Sprint                 |